# Campeonato de Clubes de la CFU 2000
El Campeonato de Clubes de la CFU del 2000 fue la 3ª edición del torneo de fútbol a nivel de clubes del Caribe organizado por la CFU. Originalmente iban a participar 8 equipos, pero por idea de la CONCACAF para que quien representara a la región fuese mejor preparado, hizo que el torneo fuese de 14 equipos divididos en 4 grupos y el ganador de cada grupo avanzara a la ronda final.
Los clubes de Barbados, Jamaica y Trinidad y Tobago participan por tercera vez ininterrumpida, al tiempo que se produce el debut de clubes de Antillas Neerlandesas, Dominica, Haití, Santa Lucía y Antigua y Barbuda, mientras que Surinam regresa a la competición. Por razones desconocidas, la CFU anuló la inscripción de los clubes Chelsea de San Vicente y las Granadinas, Notre Dame de Barbados y Defence Force de Trinidad y Tobago.
El Joe Public de Trinidad y Tobago terminó como campeón por segunda vez consecutiva.

## Primera Ronda

### Grupo A
Jugado en Trinidad y Tobago
| Club                    | Pts. | J | G | E | P | GF | GC | GD  |
| ----------------------- | ---- | - | - | - | - | -- | -- | --- |
| Joe Public              | 9    | 3 | 3 | 0 | 0 | 14 | 0  | +14 |
| SV Robinhood            | 4    | 3 | 1 | 1 | 1 | 7  | 9  | -2  |
| RKVFC Sithoc            | 2    | 3 | 0 | 2 | 1 | 4  | 11 | -2  |
| Guinness Harlem Bombers | 1    | 3 | 0 | 1 | 2 | 4  | 9  | -5  |

| Joe Public | 2-0 | Harlem    |
| Sithoc     | 2-2 | Robinhood |
| Sithoc     | 2-2 | Harlem    |
| Joe Public | 5-0 | Robinhood |
| Robinhood  | 5-2 | Harlem    |
| Joe Public | 7-0 | Sithoc    |

### Grupo B
Jugado en Jamaica
| Club                | Pts. | J | G | E | P | GF | GC | GD  |
| ------------------- | ---- | - | - | - | - | -- | -- | --- |
| Harbour View        | 9    | 3 | 3 | 0 | 0 | 9  | 0  | +9  |
| Violette AC         | 6    | 3 | 2 | 0 | 1 | 9  | 7  | +2  |
| Paradise SC         | 3    | 3 | 1 | 0 | 2 | 2  | 3  | -1  |
| Roots Alley Ballers | 0    | 3 | 0 | 0 | 3 | 1  | 11 | -10 |

| Harbour View | 5-0 | Violette |
| Paradise     | 1-0 | Ballers  |
| Harbour View | 1-0 | Paradise |
| Violette     | 7-1 | Ballers  |
| Harbour View | 3-0 | Ballers  |
| Violette     | 2-1 | Paradise |

### Grupo C
Jugado en Antigua y Barbuda
| Club                   | Pts. | J | G | E | P | GF | GC | GD  |
| ---------------------- | ---- | - | - | - | - | -- | -- | --- |
| W Connection           | 5    | 3 | 1 | 2 | 0 | 15 | 4  | +11 |
| Empire FC              | 5    | 3 | 1 | 2 | 0 | 10 | 4  | +6  |
| Tivoli Gardens FC      | 5    | 3 | 1 | 2 | 0 | 7  | 5  | +2  |
| Café Sisserou Strikers | 0    | 3 | 0 | 0 | 3 | 3  | 22 | -19 |

| Tivoli       | 1-1  | W Connection |
| Empire       | 6-0  | Strikers     |
| W Connection | 11-0 | Strikers     |
| Empire       | 1-1  | Tivoli       |
| Empire       | 3-3  | W Connection |
| Tivoli       | 5-3  | Strikers     |

### Grupo D
Lista original de participantes:
- Club Franciscain - abandonó el torneo
- Carioca FC - ganó por defaul
- Café Sisserou Strikers - trasladado al grupo C

## Ronda Final
Jugado en Trinidad y Tobago
| Club         | Pts. | J | G | E | P | GF | GC | GD |
| ------------ | ---- | - | - | - | - | -- | -- | -- |
| Joe Public   | 5    | 3 | 1 | 2 | 0 | 3  | 2  | +1 |
| W Connection | 4    | 3 | 1 | 1 | 1 | 4  | 3  | +1 |
| Harbour View | 4    | 3 | 1 | 1 | 1 | 4  | 5  | -1 |
| Carioca FC   | 2    | 3 | 0 | 2 | 1 | 3  | 4  | -1 |

| Local        | Visita       | Resultado |
| ------------ | ------------ | --------- |
| W Connection | Harbour View | 3-1       |
| W Connection | Carioca FC   | 1-1       |
| Joe Public   | W Connection | 1-0       |
| Harbour View | Carioca FC   | 2-1       |
| Joe Public   | Carioca FC   | 1-1       |
| Joe Public   | Harbour View | 1-1       |

| Joe Public 2º título |

## Goleadores
|    | Jugador           | Club          | Goles |
| -- | ----------------- | ------------- | ----- |
| 1. | Jose Maria Manoel | W Connection  | 7     |
| 2. | Ranjae Christian  | Joe Public FC | 4     |
| 2. | Ramis Lespinas    | Violette AC   | 4     |
| 2. | Titus Elva        | W Connection  | 4     |